# Braunkopf-Feinsänger
Der Braunkopf-Feinsänger (Apalis alticola) ist ein kleiner Singvogel aus der Gattung der Feinsänger innerhalb der Familie der Halmsängerartigen. Früher wurde er als Unterart des Graurücken-Feinsängers (A. cinerea) angesehen. Es gibt zwei Unterarten: A. a. alticola und A. a. dowsetti.

## Beschreibung
Der Braunkopf-Feinsänger erreicht eine Länge von 12 bis 13 Zentimetern. Er hat einen langen Schwanz und einen ziemlich langen, dünnen Schnabel. Die Beine und Füße sind rosa und die Augen sind hellgelb. Die Oberseite ist graubraun. Oberkopf und Wangen sind schokoladenbraun. Die Unterseite ist weißlich. Die Geschlechter sehen gleich aus. Die juvenilen Vögel sind an der Oberseite mehr olivfarben und an der Unterseite weißlich. Bei der Rasse A. a. alticola weisen die Schwanzfedern weiße Spitzen auf. Bei der Unterart A. a. dowsetti sind die äußeren Schwanzfedern vollständig weiß. Der Graurücken-Feinsänger hat im Vergleich einen graubraunen Kopf und dunkle Augen. Der Gesang des Braunkopf-Feinsängers besteht aus einer Serie von schrillen chip-Tönen.

## Verbreitung
Die Unterart A. a. alticola kommt in Teilen Angolas, Sambias, Malawis, im Süden der Demokratischen Republik Kongo, in Tansania und im Nguruman-Escarpment am Westrand des Rift Valley im südlichen Kenia vor. Das Vorkommen von A. a. dowsetti ist auf das Marungu-Plateau in der Demokratischen Republik Kongo beschränkt.

## Lebensraum und Lebensweise
Der Braunkopf-Feinsänger bewohnt Waldränder und Sekundärwälder in mittleren und hohen Höhenlagen. Bei der Nahrungssuche ist er häufig paarweise, in kleinen Trupps oder in gemischten Vogelschwärmen anzutreffen. Seine Nahrung besteht aus Insekten.